# T-Trak

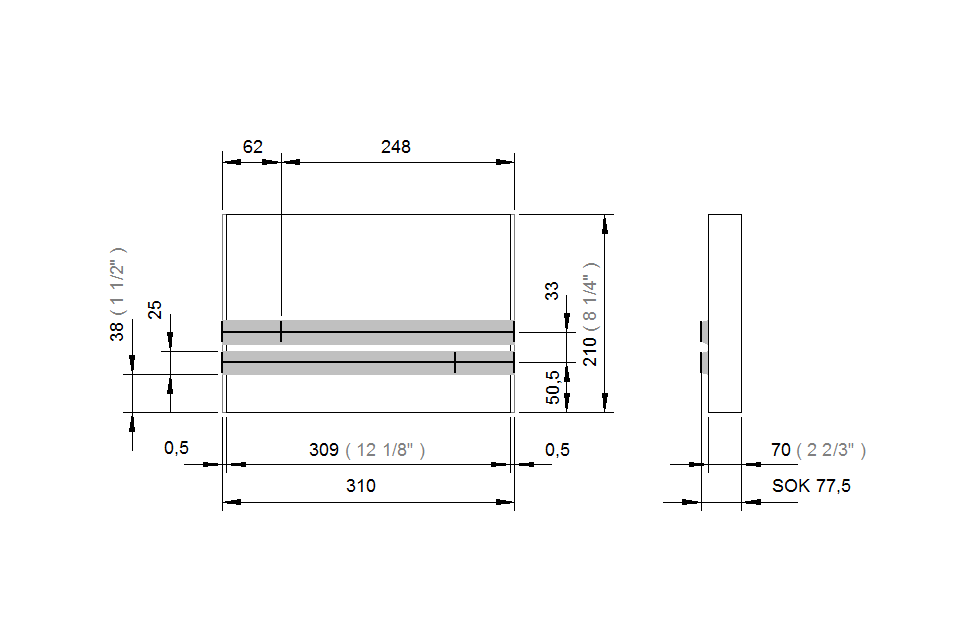
Skizze eines geraden T-Trak-Moduls für die Spur N

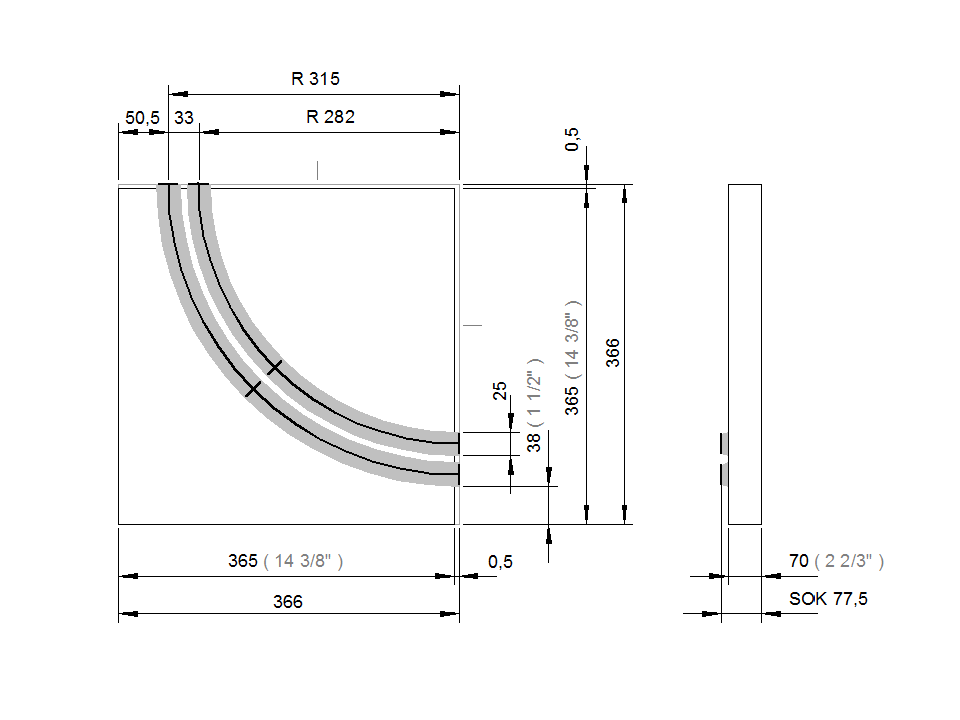
Skizze eines gebogenen T-Trak-Moduls für die Spur N

T-Trak oder TTrak ist ein Standard für den Modulbau von Modelleisenbahnen, der aus Japan stammt und ursprünglich für das Layout von Straßenbahn-Modellanlagen in der Spurweite N entwickelt wurde. Der Standard basiert auf dem Unitrack-Schienensystem des Modellbahnherstellers KATO, bei dem die Streckenmodule eine Breite von 308 mm (oder Vielfachen davon) und eine Mindesttiefe von 210 mm (entsprechend DIN A 4) aufweisen und miteinander nur durch die Schienenverbinder der mit 310 mm Länge an jeder Seite um 1 mm überragenden Unitrack-Schienen verbunden sind. Zwei parallele Gleise werden als Hauptstrecken über das Modul geführt, die entweder direkt aneinandergesetzt sind (die Unitrack-Gleise haben eine integrierte Gleisböschung, die für einen ausreichenden Abstand sorgt), vorrangig bei Straßenbahnlayouts, oder in einem Abstand von 33 mm (Gleismitte zu Gleismitte) verlaufen, entsprechend dem Standardabstand beim Unitrack-Gleissystem. Die Stromversorgung zwischen den Modulen wird über die Schienenverbinder erreicht; zusätzlich können Unterfluranschlüsse zur besseren Stromversorgung mittels Standardanschlussgleisen von Unitrack eingesetzt werden.
Außer geraden Streckenmodulen umfasst der Standard Innen- und Außeneckmodule und Abzweigmodule.
Die Module weisen eine Höhe von 70 mm auf und sind zur Platzierung auf Tischen (Table-Top, daher T-Trak) vorgesehen.
In den USA ist T-Trak in letzter Zeit recht beliebt geworden und stellt eine Alternative zu den größeren und schwereren N-Trak-Modulen dar. Mittlerweile gibt es Varianten auch für andere Spurweiten, namentlich H0.